# Mitrofan (Kodić)
Mitrofan, imię świeckie Radovan Kodić (ur. 1951 w Ljušy) – serbski biskup prawosławny.

## Życiorys
W 1971 ukończył seminarium duchowne przy monasterze Krka. Jeszcze jako jego student złożył w 1970 wieczyste śluby mnisze. W tym samym roku przyjął święcenia na hierodiakona. W 1975 ukończył studia teologiczne na uniwersytecie w Bukareszcie. Rok wcześniej został hieromnichem. Od 1977 był wykładowcą seminarium, którego był absolwentem; w 1979 otrzymał tytuł naukowy profesora teologii. W 1987 został rektorem seminarium.
W 1987 został wyświęcony na biskupa toplickiego, wikariusza eparchii środkowej i zachodniej Ameryki. Od 1988 do 1991 był jej biskupem ordynariuszem. W 1991 został przeniesiony na katedrę wschodnioamerykańską, a w 2016 – na kanadyjską.
Jest autorem tekstów i opracowań teologicznych z dziedziny liturgiki, dogmatyki i teologii moralnej, jak również przekładów żywotów świętych Rumuńskiego Kościoła Prawosławnego. Wykłada Nowy Testament w seminarium św. Sawy w Libertyville.